# Gerard Hallock
Gerard Hallock, detto Buzz (Pottstown, 4 giugno 1905 – Essex, 26 maggio 1996), è stato un hockeista su ghiaccio statunitense.

## Palmarès

### Olimpiadi invernali
- Argento a Lake Placid 1932 nell'hockey su ghiaccio.